# Jüdischer Friedhof (Bad Kissingen)

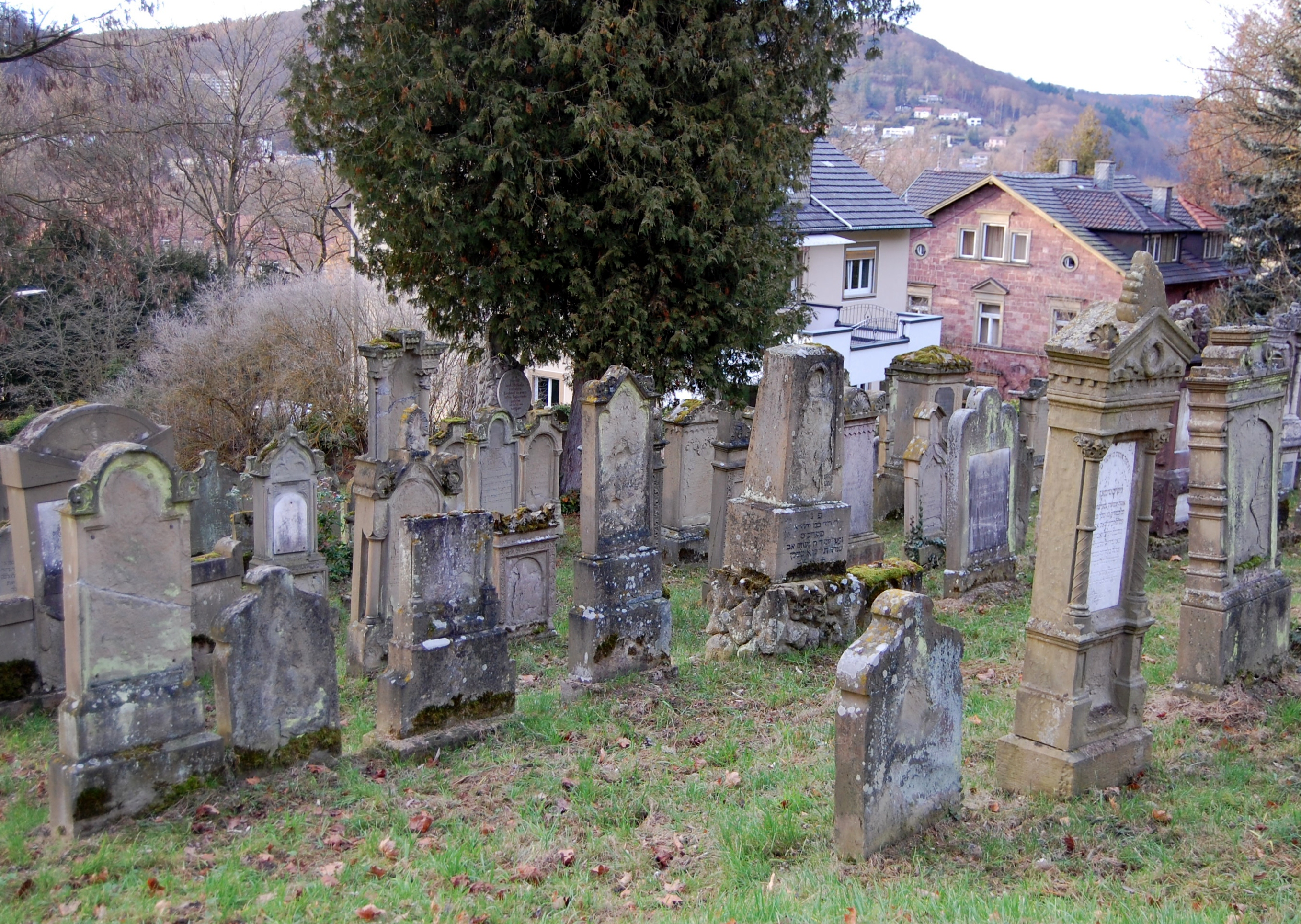
Blick auf den Friedhof

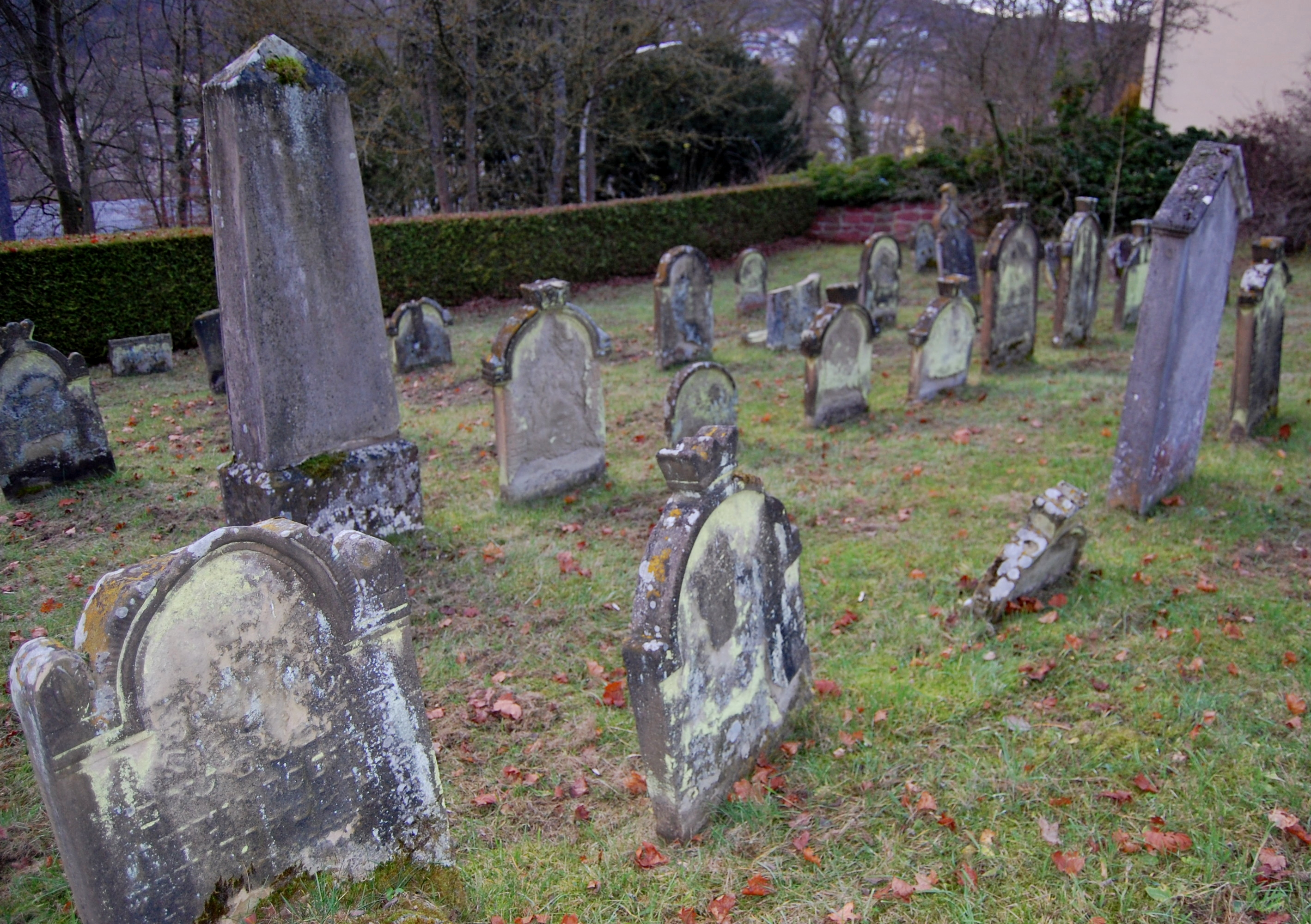
Ältester Teil des Friedhofes

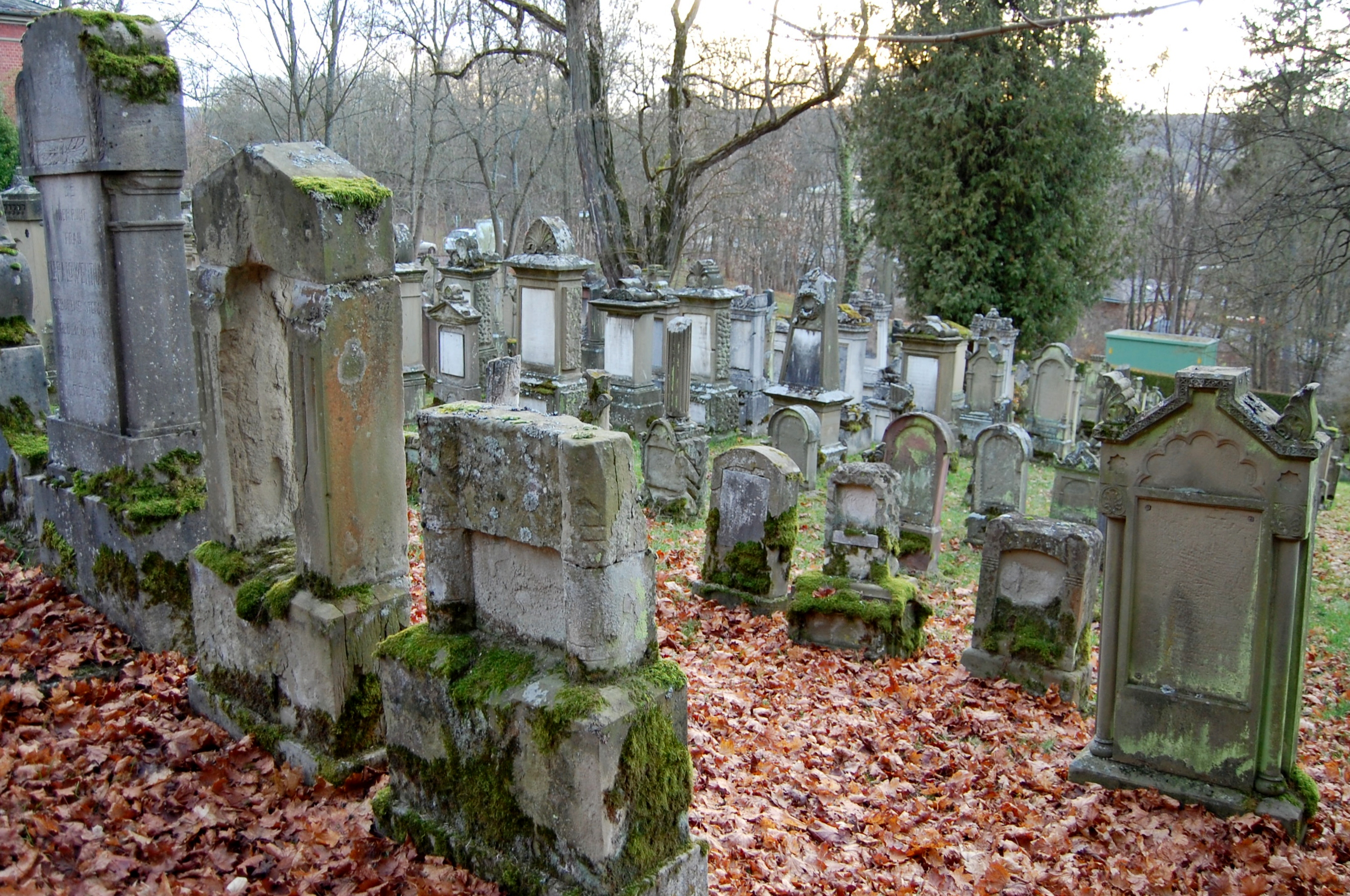
Blick auf den Friedhof

Der jüdische Friedhof in Bad Kissingen, einer Stadt im bayerischen Regierungsbezirk Unterfranken, besteht seit 1817 und liegt an der heutigen Bergmannstraße unweit des Ostringes.

## Geschichte

### Anfänge
Vor der Judenemanzipation (siehe: Bayerisches Judenedikt von 1813) wurden jüdische Einwohner der Kurstadt auf dem jüdischen Friedhof in Pfaffenhausen (Pfaffenhausen ist heute Ortsteil von Hammelburg) beigesetzt. Erst 1817 wurde von der Jüdischen Gemeinde Bad Kissingen am damaligen Zückberg ein Gelände zur Anlage eines Friedhofes erworben. Im Jahr 1821 ordnete die Regierung des Untermainkreises die Zahlung einer jährlichen Grundsteuer in Höhe von 45 Kreuzern an. Seit der Erweiterung von 1932 umfasst der Friedhof, der an einem leichten Hang in West-Ost-Richtung angelegt und über eine durchgängige Steintreppe begehbar ist, eine Fläche von 38,92 Ar. Aufgrund der wachsenden Zahl jüdischer Gemeindemitglieder – in den Jahren 1824 bis 1925 wuchs die Gemeinde von 163 auf 504 Personen – wurde es notwendig, eine Leichenhalle zu bauen. Das noch heute bestehende Taharahaus für rituelle Leichenwaschungen wurde 1891 im Rahmen einer Friedhofserweiterung von Baumeister Gillich im neoromanischen Stil erbaut.

### Friedhofsschändungen
In den Jahren 1925 und 1936 wurde der Friedhof das Ziel von Schändungen, indem Grabsteine umgeworfen und Fensterscheiben am Taharahaus eingeworfen wurden. In beiden Fällen blieb die Fahndung nach den Tätern ebenso erfolglos, obwohl im Fall von 1936 das Kissinger Bezirksamt von der Bayerischen Bereitschaftspolizei angewiesen wurde, mit Hochdruck nach den Tätern zu fahnden und zukünftige Vorfälle dieser Art zu unterbinden.
Im Zuge der Ereignisse der Pogromnacht vom 9. November 1938 wurden am Nachmittag des 10. November 1938 einige im Bad Kissinger Amtsgerichtsgefängnis inhaftierte Juden aneinandergekettet durch die Stadt zum Friedhof getrieben und dort an einer „bezeichneten Stelle“ zum Graben gezwungen, da man dort seit „einiger Zeit verschiedenes, belastendes Material“ vermutete. Stattdessen wurden dort einige jüdische Ritualien gefunden und zur Sichtung in den Luftschutzkeller des Kreishauses gebracht.
1941 fand das letzte Begräbnis in der Zeit des Nationalsozialismus statt. Nach der Deportation der letzten Juden aus der Kurstadt am 24. April 1942 wurde der Friedhof geschlossen. Stattdessen wurden 20 sowjetische Kriegsgefangene im Taharahaus untergebracht, die im nahen Bahnhof die Züge zu be- und entladen hatten. Der Friedhof überstand den Zweiten Weltkrieg und das Dritte Reich weitestgehend unversehrt. Bald nach dem Krieg ließ sich 1946 wieder ein Jude hier beisetzen. Die vorerst letzte Beerdigung fand am 29. November 1989 statt. Heute gibt es noch 488 Grabsteine (Mazewot), darunter auch Kriegsgräber von preußischen wie bayerischen Soldaten jüdischen Glaubens aus der Schlacht bei Kissingen am 10. Juli 1866. Hinter dem Taharahaus gibt es ein einzelnes Urnengrab. Da das traditionelle Judentum generell gegen die Feuerbestattung ist, musste die Urne abseits der anderen Grabstätten beigesetzt werden.
Anfang Mai 1994 wurde der Friedhof durch zwei 14 und 16 Jahre alte Schüler geschändet, die einzelne Grabsteine mit Farbe beschmierten und mit Nazi-Symbolen besprühten. Die Täter konnten ermittelt werden und wurden nicht nur zur Bezahlung des angerichteten Schadens in Höhe von 3500 DM, sondern auch zur Ableistung von 20 bzw. 60 Arbeitsstunden verurteilt.

## Heutiger Zustand
Da es in Bad Kissingen heute keine jüdische Gemeinde mehr gibt, keine Beisetzungen durchgeführt werden und der Friedhof nur ehrenamtlich betreut wird, ist dessen Zustand schlecht. Teilweise sind die Inschriften auf den Grabsteinen durch Verwitterung nicht mehr lesbar.

## Auf dem Friedhof bestattete Persönlichkeiten
- Moses Löb Bamberger (1838–1899), Distriktsrabbiner von Bad Kissingen, und seine Ehefrau Sara (1842–1871).
- Seckel Bamberger (1863–1934), vorletzter Rabbiner des Distriktsrabbinats Bad Kissingen.
- Michael Nassatisin (1876–1931), Großhändler und Philanthrop; heute steht nur noch sein Grabstein, aber das Grab ist leer; sein Leichnam wurde wenig später nach England überführt.
- Josef Weissler (1910–1989), Bethaus-Gründer und Chasan, mit Ehefrau Renia (1913–1984).
- Jacob Michaelis (1842–1866)[3], preußischer Leutnant, fiel 1866 in der Schlacht bei Kissingen.

Auf dem Friedhof befinden sich zwei weitere Gräber von Soldaten beider Fronten, die während der Schlacht bei Kissingen fielen. Die beiden nebeneinander befindlichen, ausschließlich hebräisch beschrifteten Gräber sind beinahe identisch und unterscheiden sich ledigliche dadurch, dass der linke Grabstein mit einer Pickelhaube und der rechte Grabstein mit einem Chevauleger-Helm gestaltet ist.

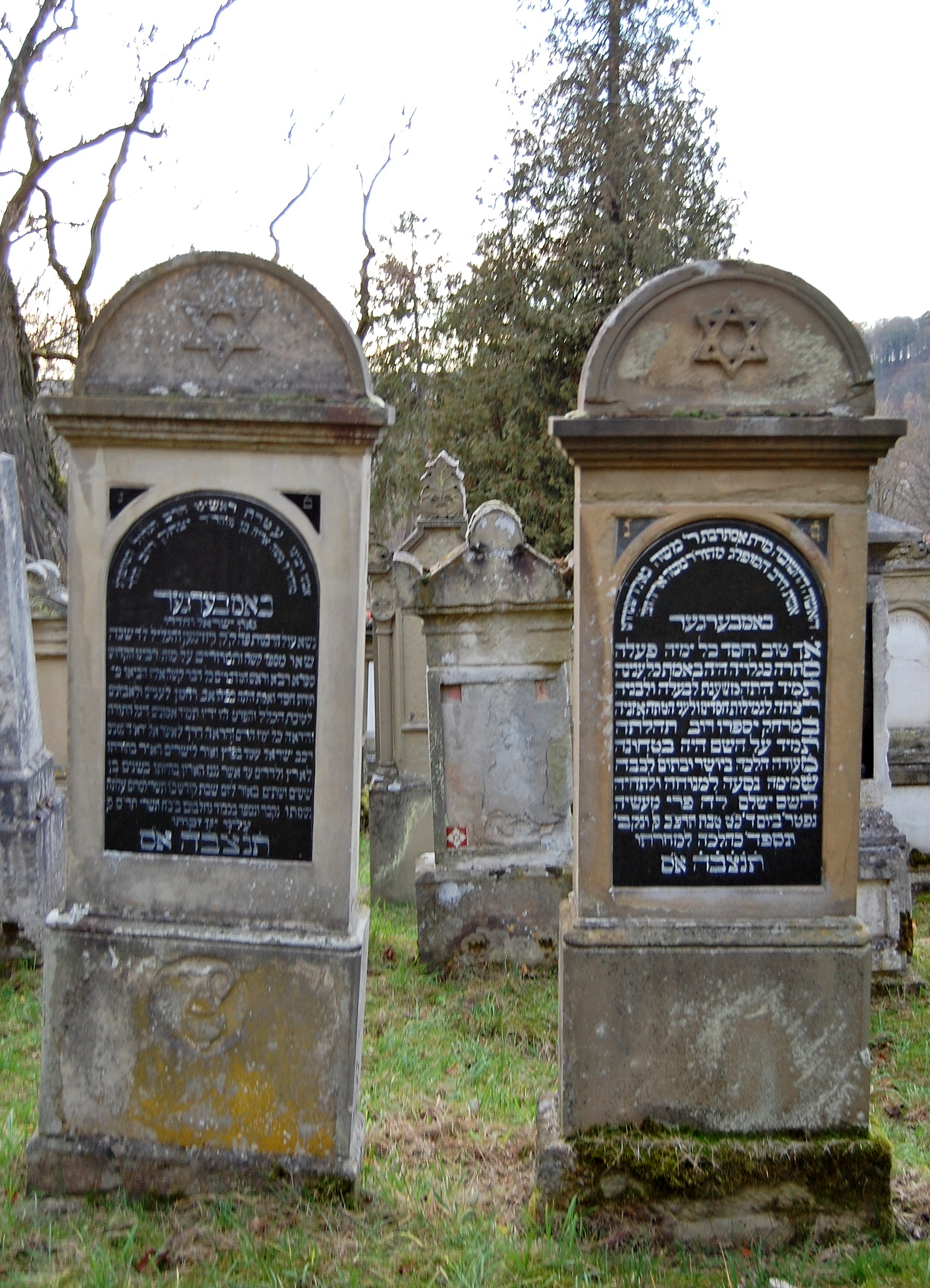
Grabstein des Distriktsrabbiners Moses Löb Bamberger und seiner Ehefrau Sara
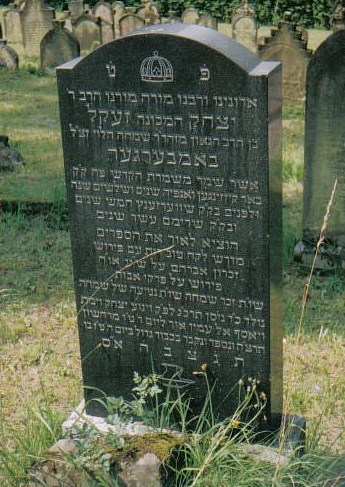
Grabstein des Rabbiners Seckel Bamberger
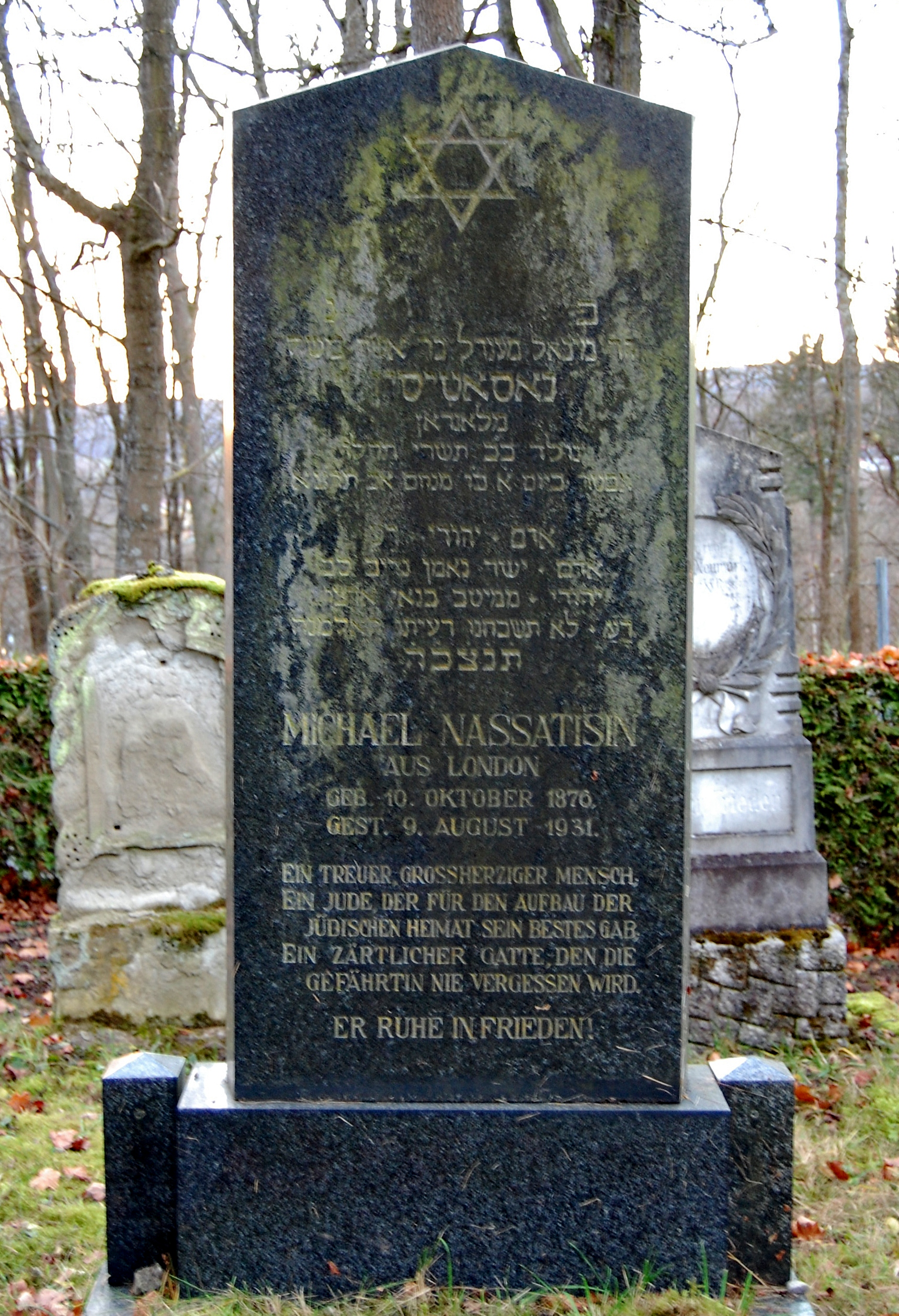
Grabstein von Michael Nassatisin
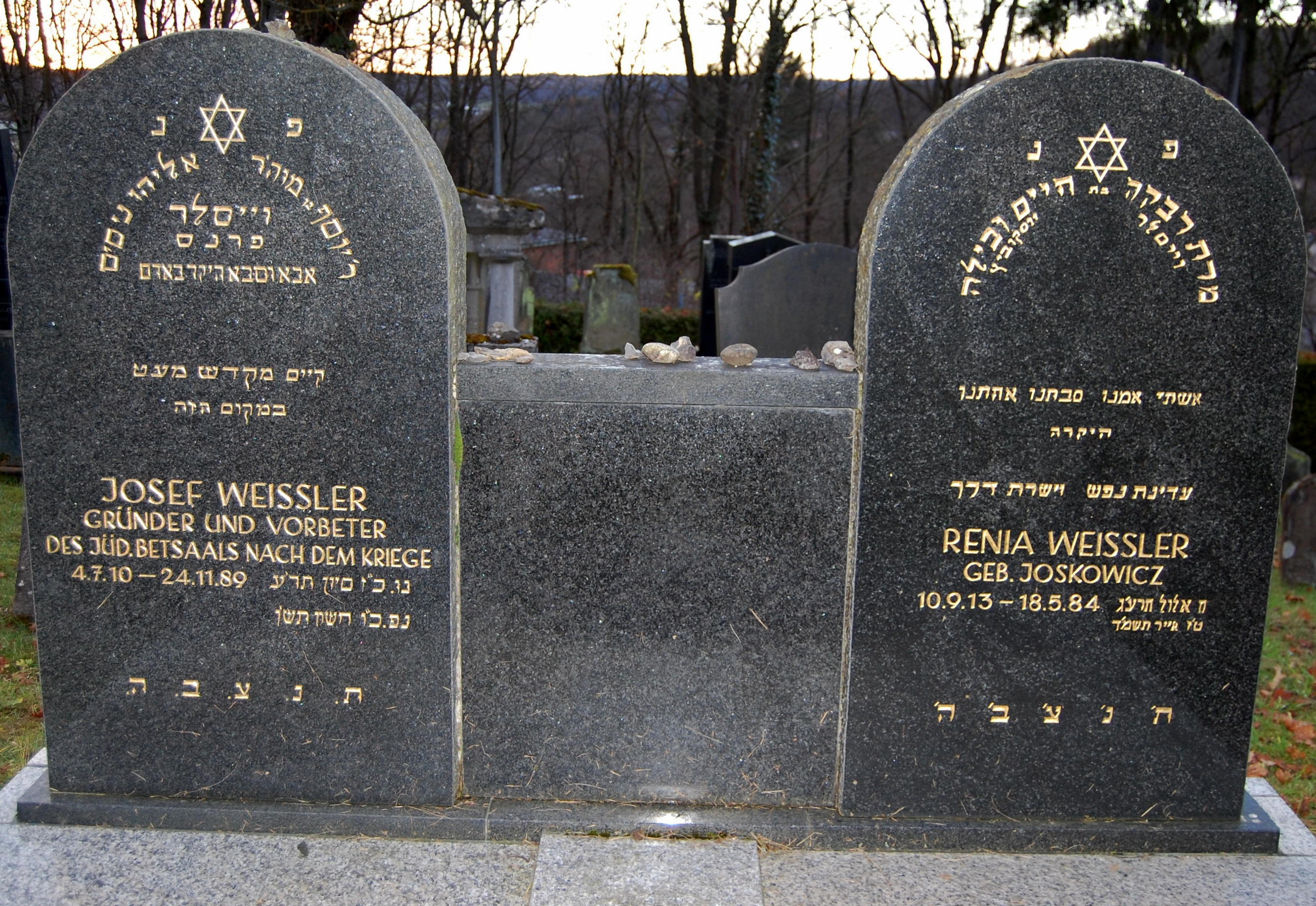
Grab des Vorbeters Josef Weissler
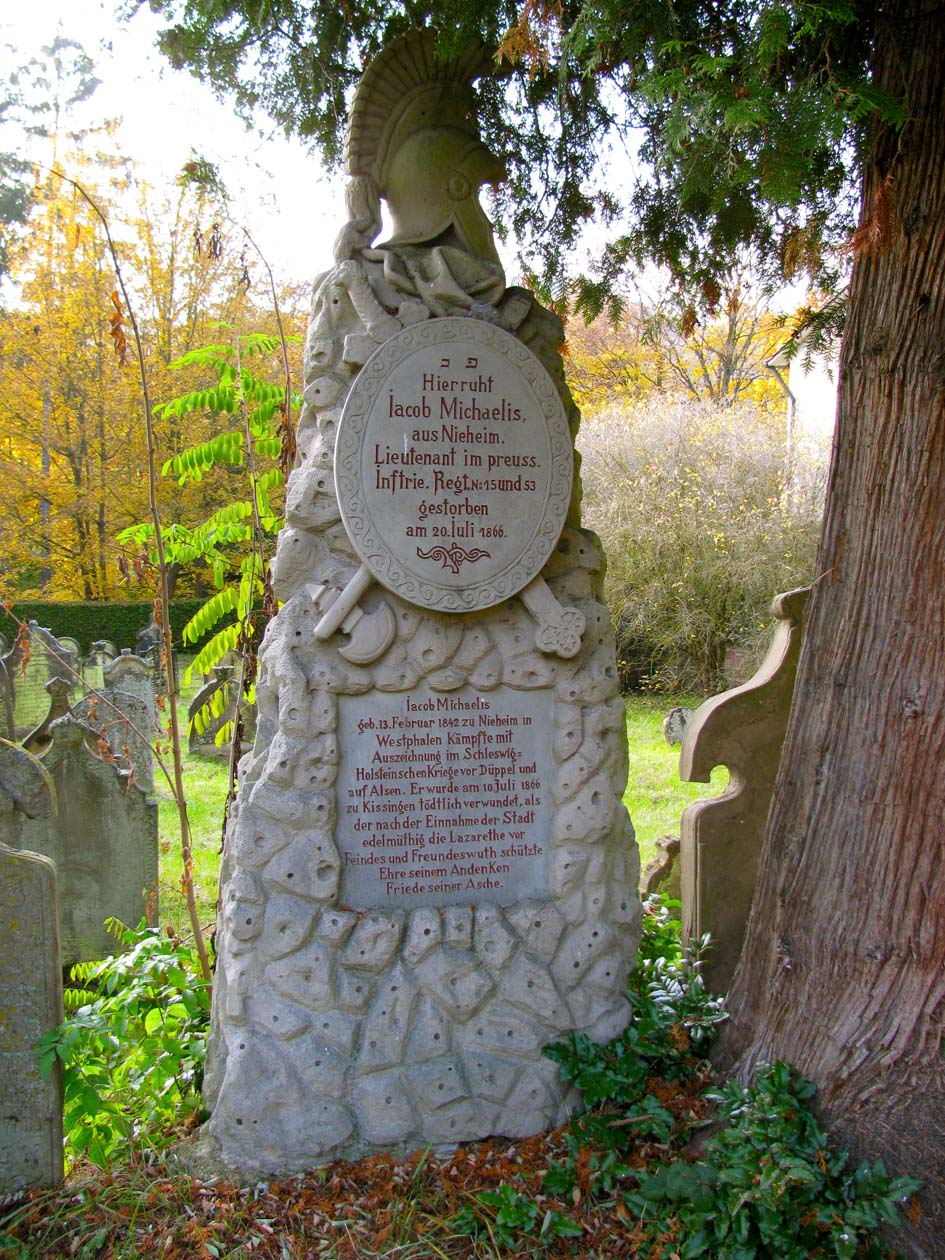
Grab des Soldaten Jacob Michaelis

## Architektur

### Taharahaus

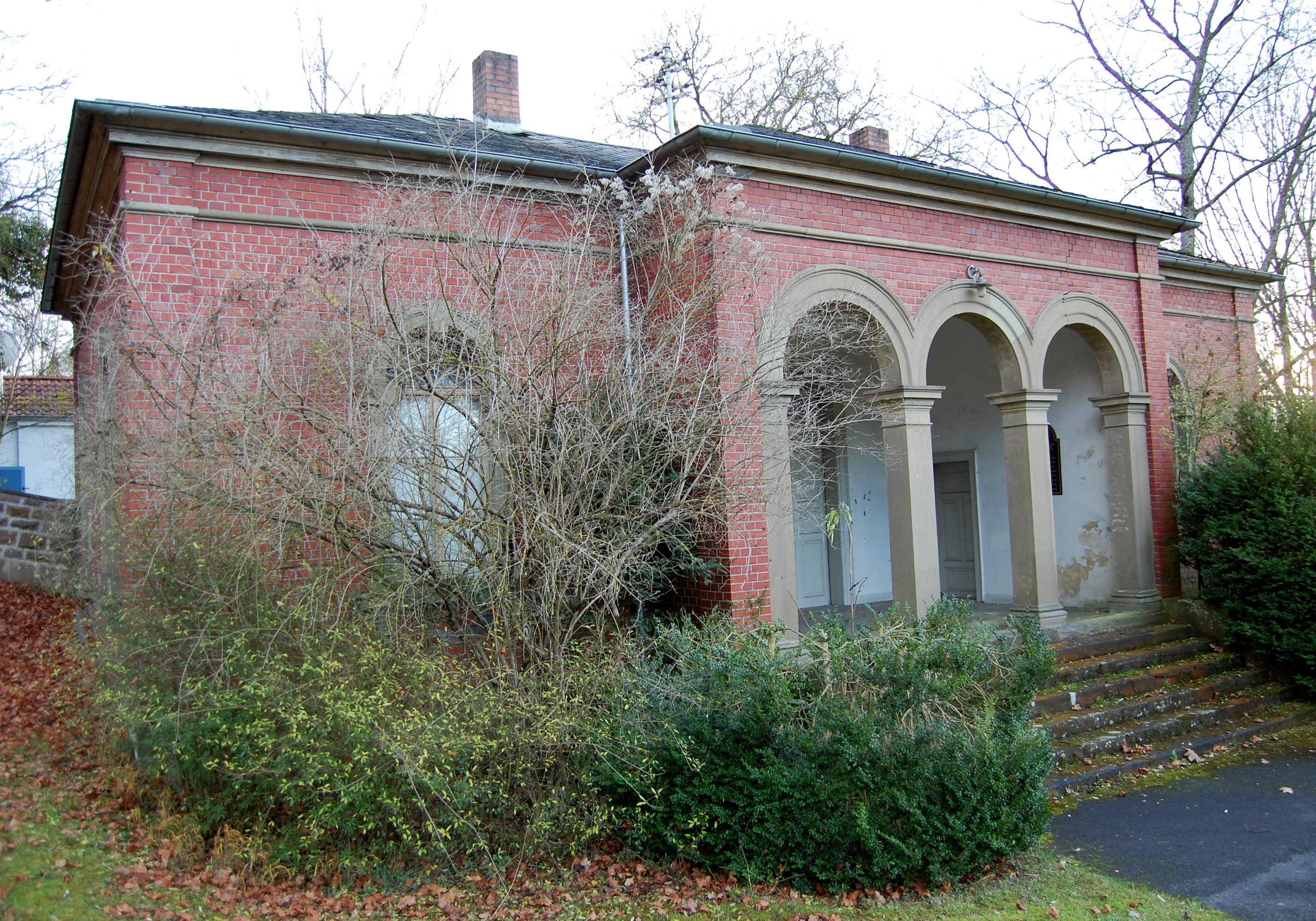
Das Taharahaus in Bad Kissingen

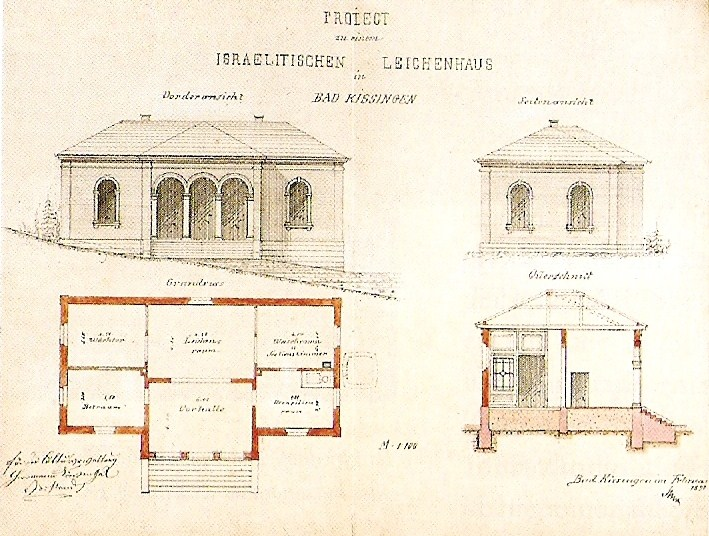
Architektenzeichnung zum Bau des Taharahauses (1891)

Aufgrund der wachsenden Zahl jüdischer Gemeindemitglieder – in den Jahren 1824 bis 1925 wuchs die Gemeinde von 163 auf 504 Personen – wurde es notwendig, eine Leichenhalle zu bauen. Dieses Taharahaus für rituelle Leichenwaschungen wurde 1891 im Rahmen einer Friedhofserweiterung von Baumeister Gillich im neoromanischen Stil erbaut und besteht mit seinen drei großen Steinbögen im Eingangsbereich noch heute. Darin waren ein Wächter-, Bet-, Wasch-, Leichen-, Utensilien- und Sektionsraum untergebracht. Das Haus wurde aus rotem Ziegel mit Gliederungselementen aus gelbem Sandstein gebaut. Sein Mittelrisalit ist auf das Gräberfeld ausgerichtet. Eine Freitreppe führt zu dessen dreifacher Arkade, deren profilierte Bögen auf dorisch-toskanischen Säulen ruhen. Ein rustizierter Sockel umzieht das Gebäude.

### Grabsteine
Die Grabsteine, von denen die meisten um die Jahrhundertwende vom 19. zum 20. Jahrhundert von Bildhauer Valentin Weidner geschaffen wurden, sind in der Mehrheit dem Stil christlicher Gräber nachempfunden.
| Name                                                                                               | Foto | Beschreibung | Position des Grabes (R=Reihe, G=Grab) nach dem Bötsch-Register |
| -------------------------------------------------------------------------------------------------- | ---- | --- | -------------------------------------------------------------- |
| Berta Esche (gest. 27. November 1913)                                                              |      | Mit Grabdenkmälern wie diesen zeigte Weidner einen eigenen Stil für die Grabdenkmäler jüdischer verstorbener Mitbürger. Es ist mit „V.W.“ signiert. | R 5, G 5                                                       |
| Löw Hamburger (gest. 15. Juni 1902)                                                                |      | Das Grab ist mit „V. W.“ signiert sowie auf Hebräisch und Deutsch beschriftet. | R 8, G 4                                                       |
| Karl Hofmann (gest. 21. April 1898)                                                                |      | Das mit „V.W.“ signierte Grab besteht aus einem schwarzen Marmorsockel und einer geborstenen weißen Marmorsäule. Es ist hebräisch und deutsch beschriftet. | R 10, G 8                                                      |
| Peter Kaabaak (gest. 4. August 1908)                                                               |      | Dieses mit „V. W.“ signierte Grab ist wie das Grabdenkmal von Karl Hofmann mit schwarzem Marmorsockel und geborstener, diesmal jedoch schwarzer Marmorsäule gestaltet. Es ist deutsch und hebräisch beschriftet. Der hier bestattete Peter Kaabak war Mitglied der Priesterklasse der Kohanim. | R 9, G 18                                                      |
| Carl und Jeanette Kissinger (gest. 25. Dezember 1918)                                              |      | Das Grab ist breit angelegt und lediglich mit „W“ signiert. Da im Unterschied zu anderen, typischen Signaturen Weidners das „V“ für seinen Vornamen fehlt, ist die Zuordnung nicht gesichert. | R 4, G 8                                                       |
| Heinrich und Sarah Kugelmann (gest. 22. Juli 1911 [Heinrich Kugelmann] und 1937 [Sarah Kugelmann]) |      | Das mit einem ligierten, inzwischen fast verwitterten „VW“ signierte Grab von Heinrich Kugelmann besteht aus einer mit Rosen umrahmten Schrifttafel aus schwarzem Marmor. Es ist überwiegend hebräisch und daneben deutsch beschriftet. Es ist unklar, ob der Grabstein von Sarah Kugelmann zeitgleich mit dem Grabstein ihres Mannes oder erst in ihrem Todesjahr 1937 entstand. Beide Grabsteine sind identisch gestaltet. | R 6, G 14 + 15                                                 |
| Helena Neumark (gest. 23. Juli 1913)                                                               |      | Dieses mit „V.W.“ signierte Grab ist ausschließlich deutsch beschriftet. Es ist mit einem ovalen Medaillon verziert, welches von einem großen Lorbeerkranz umrahmt wird. Die hier bestattete Helena Neumark wurde in Russland geboren. | R 34, G 2                                                      |
| Grab mit ausschließlich hebräischer Beschriftung                                                   |      | Das Grab ist mit „V. W.“ signiert und in Form einer Pyramide gestaltet. | R 8, G 6                                                       |
| Zwei weitere Gräber mit der Signatur „V.W.“                                                        |      | Bei beiden Gräbern fehlt die Schrifttafel. Die eine, mit Efeu überwucherte Grabstätte beherbergt einen Grabstein, die andere eine Grabstele. |                                                                |